# Marienkapelle (Winzer)

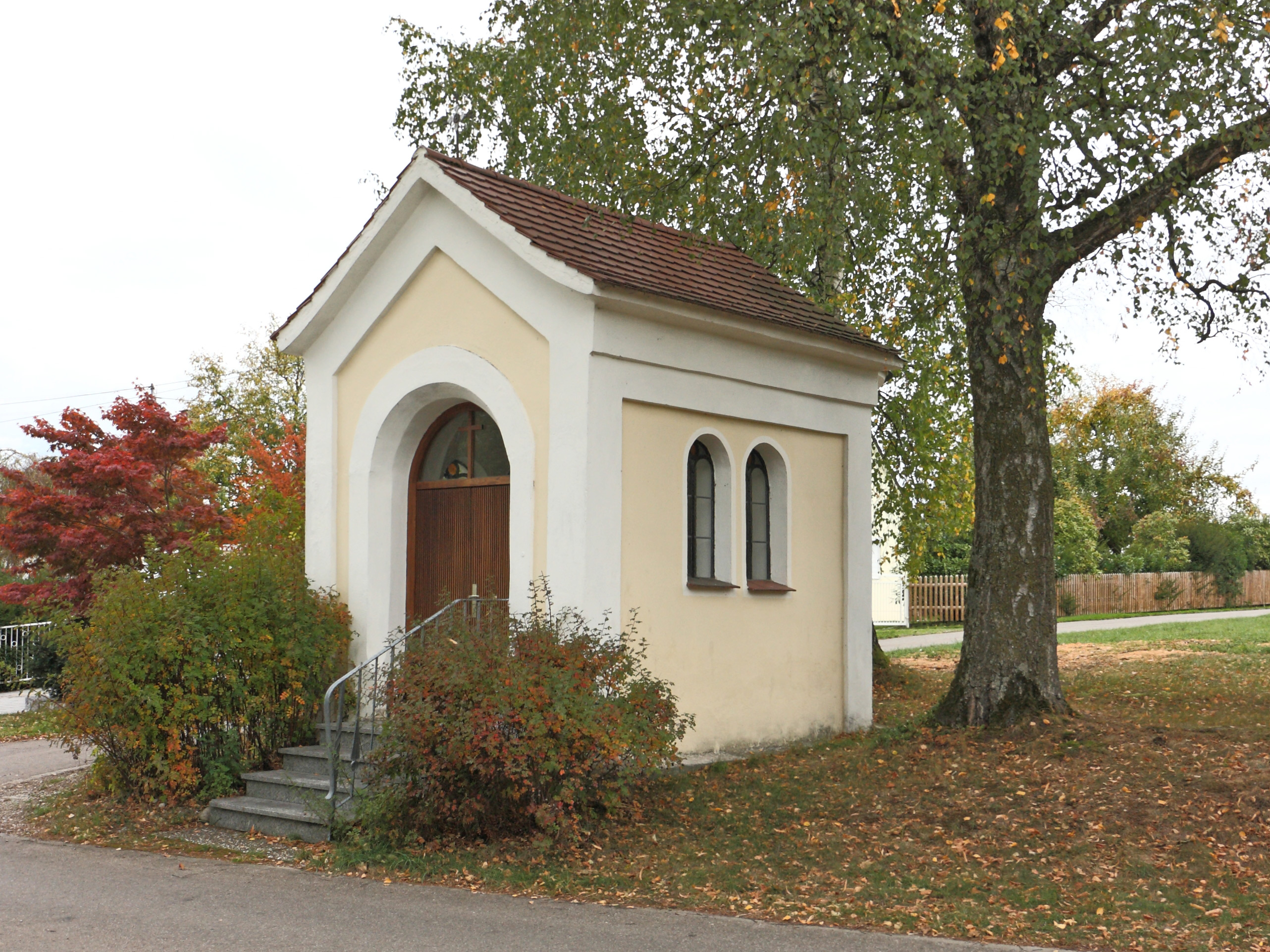
Marienkapelle in Winzer

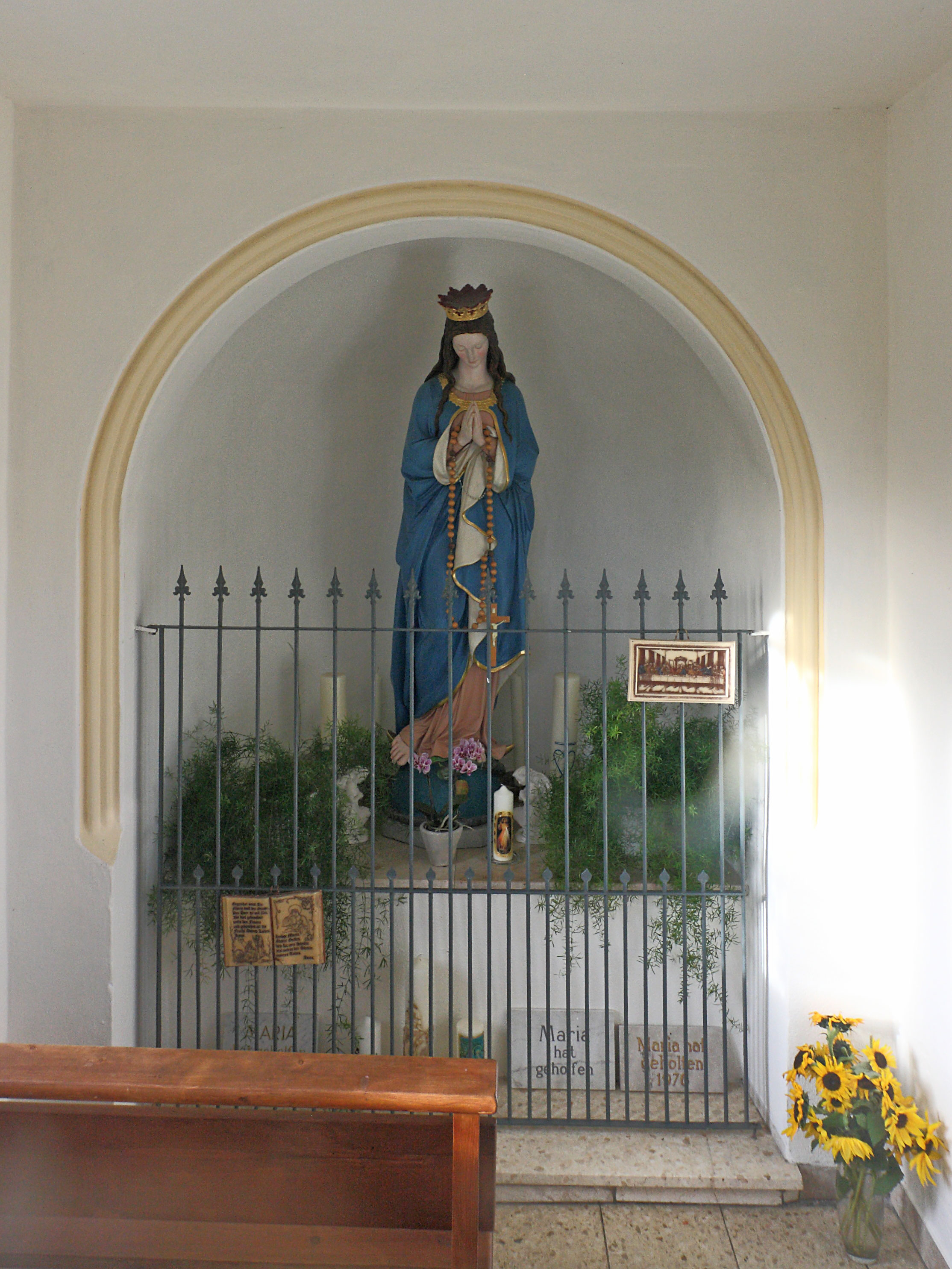
Innenansicht mit Muttergottes

Die Marienkapelle in Winzer, einem Gemeindeteil von Aletshausen im schwäbischen Landkreis Günzburg in Bayern, wurde um 1870 errichtet. Die Kapelle am Kapellenweg 6 ist ein geschütztes Baudenkmal.
Der kleine Massivbau mit knapp eingezogener Apsis und Lisenengliederung besitzt einen rundbogigen Eingang.
Im Inneren steht eine Skulptur der Muttergottes.